# Pallas (syn Likaona)
Pallas (Πάλλας) – jeden z pięćdziesięciu synów Likaona, zabity przez Zeusa za podanie mu do zjedzenia ciała dziecka podczas posiłku. Eponim arkadyjskiego miasta Pallantion.
Odegrał też pewną rolę w opowiadaniu o początkach Rzymu. Niekiedy uważano go za dziadka Ewandra. Dionizjusz z Halikarnasu twierdzi, że miał on córkę Chryse, którą dał za żonę Dardanosowi, założycielowi dynastii królów trojańskich. Pallas przekazał też swojemu zięciowi posążki różnych bóstw arkadyjskich, a wśród nich palladion, które miało odegrać tak ważną rolę w micie trojańskim. Ewander założył osiedle na Palatynie jeszcze przed prybyciem do Italii Eneasza. W ten sposób mitografowie ustalili pierwsze związki łączące Rzym z Troją, wcześniejsze od wędrówki Eneasza i założenia przez niego miasta.